# إسلام شهر
إسلام شهر، (تعني باللغة الفارسية: مدينة الإسلام)، وتقع في محافظة طهران، ونتيجة للامتداد العمراني في طهران، تكاد تكون جزءاً من مدينة طهران.
يبلغ عدد سكانها 357,171 حسب إحصاء عام 2006 م.

## المناخ
يظهر الجدول التالي التغييرات المناخية على مدار السنة لإسلام شهر:
| البيانات المناخية لـإسلام شهر     | البيانات المناخية لـإسلام شهر | البيانات المناخية لـإسلام شهر | البيانات المناخية لـإسلام شهر | البيانات المناخية لـإسلام شهر | البيانات المناخية لـإسلام شهر | البيانات المناخية لـإسلام شهر | البيانات المناخية لـإسلام شهر | البيانات المناخية لـإسلام شهر | البيانات المناخية لـإسلام شهر | البيانات المناخية لـإسلام شهر | البيانات المناخية لـإسلام شهر | البيانات المناخية لـإسلام شهر | البيانات المناخية لـإسلام شهر |
| الشهر                             | يناير                         | فبراير                        | مارس                          | أبريل                         | مايو                          | يونيو                         | يوليو                         | أغسطس                         | سبتمبر                        | أكتوبر                        | نوفمبر                        | ديسمبر                        | المعدل السنوي                 |
| --------------------------------- | ----------------------------- | ----------------------------- | ----------------------------- | ----------------------------- | ----------------------------- | ----------------------------- | ----------------------------- | ----------------------------- | ----------------------------- | ----------------------------- | ----------------------------- | ----------------------------- | ----------------------------- |
| الدرجة القصوى °م (°ف)             | 19 (66)                       | 23 (73)                       | 29 (84)                       | 33 (91)                       | 44 (111)                      | 41 (106)                      | 51 (124)                      | 42 (108)                      | 39 (102)                      | 33 (91)                       | 27 (81)                       | 21 (70)                       | 51 (124)                      |
| متوسط درجة الحرارة الكبرى °م (°ف) | 8 (46)                        | 11 (52)                       | 16 (61)                       | 22 (72)                       | 28 (82)                       | 34 (93)                       | 37 (99)                       | 36 (97)                       | 32 (90)                       | 25 (77)                       | 16 (61)                       | 10 (50)                       | 23 (73)                       |
| متوسط درجة الحرارة الصغرى °م (°ف) | 0 (32)                        | 2 (36)                        | 6 (43)                        | 12 (54)                       | 17 (63)                       | 21 (70)                       | 24 (75)                       | 24 (75)                       | 20 (68)                       | 14 (57)                       | 7 (45)                        | 2 (36)                        | 12 (55)                       |
| أدنى درجة حرارة °م (°ف)           | −13 (9)                       | −10 (14)                      | −9 (16)                       | −1 (30)                       | 2 (36)                        | 9 (48)                        | 13 (55)                       | 13 (55)                       | 8 (46)                        | 2 (36)                        | −7 (19)                       | −11 (12)                      | −13 (9)                       |
| المصدر: Voodoo Skies              |                               |                               |                               |                               |                               |                               |                               |                               |                               |                               |                               |                               |                               |